# Prestwichia
Prestwichia (лат.) — род полуводных паразитических наездников семейства Trichogrammatidae надсемейства Chalcidoidea отряда Перепончатокрылые насекомые.

## Описание
Размеры микроскопические, около 1 мм. Крылья с сильно редуцированным жилкованием.
Паразитируют на яйцах водных насекомых. В Европе обнаружены 2 вида Prestwichia: Prestwichia aquatica Lubb. (паразитируют на клопах и жуках) и Prestwichia solitaria Rusch. (паразитируют на жуках и стрекозах). Они полностью адаптированы к жизни в воде и умирают без неё на открытом воздухе. Способны плавать под водой с помощью ног.
Австралия, Азия, Африка, Европа (включая Россию — Prestwichia aquatica), Северная Америка. В усиках, кроме скапуса, ещё 4 членика, из которых три вершинных образуют булаву. Передние крылья узкие, примерно в 7 раз длиннее своей ширины. Самцы часто бескрылые.

## Систематика
5 видов.
- Prestwichia aquatica Lubbock 1864 — паразитируют на стрекозах, клопах и жуках[5]
  - (=Prestwichia aquatica brevipennis Henriksen, 1919)
- Prestwichia indica Jonathan & Julka 1975[6] — паразитируют на клопах Anisops bouvieri Kirkaldy и Plea frontalis Fieber (Notonectidae)[7]
- Prestwichia multiciliata Lin 1993[8] — Китай
- Prestwichia solitaria Ruschka 1913[9] — на жуках и стрекозах (Aeshna Fabricius 1775, Agrion Fabricius 1775, Lestes Leach 1815)[10]
- Prestwichia zygopterorum (Tillyard 1926) — Австралия
  - (=Austromicron zygopterorum Tillyard 1926)[11]